# Pest-Pilis-Solt-Kiskun
Het Comitaat Pest-Pilis-Solt-Kiskun (Duits: Pest-Pilisch-Scholt-Kleinkumanien) was een historisch comitaat in het midden van het koninkrijk Hongarije. Dit comitaat bestond vanaf de 12e tot 1950 in zijn historische context.
In 1492 werden de historisch comitaten Pilis (comitaat) (gelegen op de westelijke oever van de Donau) en Pest (op de oostelijke oever van de Donau) verenigd tot het comitaat Pest-Pilis, het deelgebied Solt / Scholt rondom het stadje Solt (Hongarije) / Scholt werd in de zeventiende eeuw overgeheveld van het Fejér (historisch comitaat) / Weißenburg naar dit comitaat en in 1876 kwam daar ook het grondgebied van het comitaat Kiskun bij, nadat dit comitaat werd opgedoekt. Het comitaat was daarna qua oppervlakte het grootste van het Koninkrijk Hongarije. Sinds 1950 is het historische comitaat grotendeels verdeeld over de comitaten Pest , Bács-Kiskun en de stad Boedapest.

## Ligging

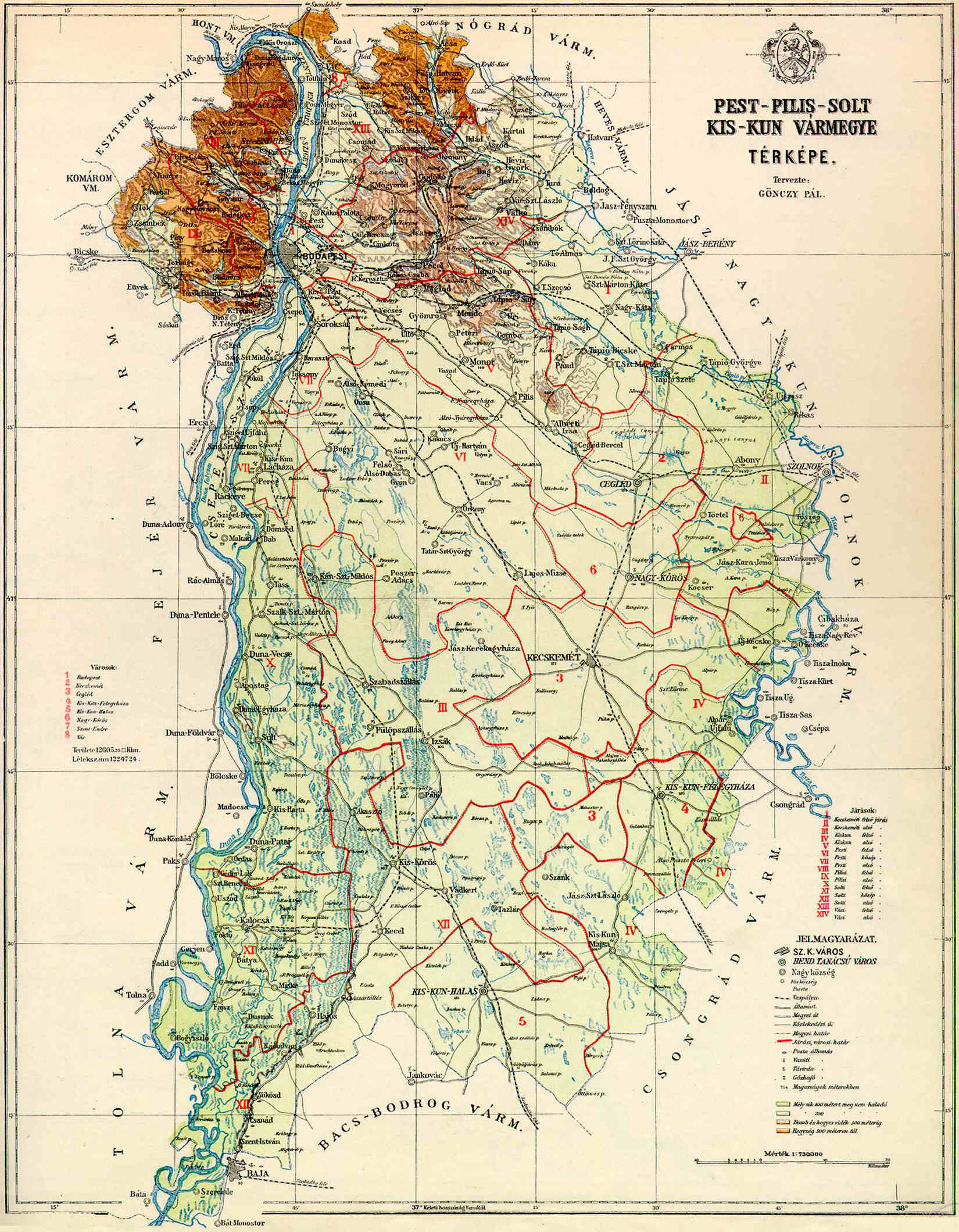
Kaart van het comitaat Pest-Pilis-Solt-Kiskun in 1890

Het comitaat grensde aan de comitaten Bács-Bodrog, Baranya (historisch comitaat), Tolna (historisch comitaat) , Fejér (historisch comitaat) , Komárom (comitaat) , Esztergom (comitaat) , Hont (comitaat) , Nógrád (historisch comitaat) , Heves (historisch comitaat), Jász-Nagykun-Szolnok (historisch comitaat) en Csongrád (historisch comitaat).
De rivieren Szentendrei-Donau stroomde door het gebied en er waren een aantal steppemeren te vinden.
Het comitaat liep van de Donauknie in het noorden en vorgde na het Pilisgebergte de Donau tot het gebied nabij de stad Baja / Frankenstadt, vormde de westgrens van het comitaat en de Tisza / Theiß de oostelijke grens. Het gebied was in het noorden bergachtig door het Pilisgebergte , Visegráder Gebergte en Börzsönygebergte. Heuvelachtig door de Boedaheuvels (links van de Donau) en het Heuvelland van Gödöllő (rechts van de Donau), maar het grootste deel (het midden en zuiden van het comitaat) was vlak en maakte onderdeel uit van de Grote Hongaarse Laagvlakte / Poesta.

## Districten
| Stoeldistrict                                   | Hoofdplaats                                        |
| ----------------------------------------------- | -------------------------------------------------- |
| Abony                                           | Abony                                              |
| Alsódabas                                       | Alsódabas                                          |
| Aszód                                           | Aszód                                              |
| Bia                                             | Bia, het huidige Biatorbágy / Wiehall-Kleinturwall |
| Dunavecse                                       | Dunavecse                                          |
| Gödöllő                                         | Gödöllő / Getterle                                 |
| Kalocsa                                         | Kalocsa / Kollotschau                              |
| Kiskőrös                                        | Kiskőrös / Malý Kereš / Körösch                    |
| Kiskunfélegyháza ("Kiskunság / Klein-Koemanië") | Kiskunfélegyháza / Feulegaß                        |
| Kispest                                         | Kispest / Klein-Pest                               |
| Kunszentmiklós                                  | Kunszentmiklós / Sankt Niklas                      |
| Monor                                           | Monor                                              |
| Nagykáta                                        | Nagykáta                                           |
| Ráckeve                                         | Ráckeve / Kovin / Rautzenmarkt                     |
| Pomáz                                           | Pomáz / Paumasch                                   |
| Vác                                             | Vác / Waitzen                                      |
| Stadsdistrict                                   |                                                    |
| Boedapest                                       | Boedapest / Budapest                               |
| Kecskemét                                       | Kecskemét / Ketschkemet                            |
| Cegléd                                          | Cegléd                                             |
| Kiskunfélegyháza                                | Kiskunfélegyháza / Feulegaß                        |
| Kiskunhalas                                     | Kiskunhalas / Hallasch                             |
| Nagykőrös                                       | Nagykőrös                                          |
| Szentendre                                      | Szentendre / Senandrija / Sankt Andrä              |
| Vác                                             | Vác / Waitzen                                      |